# Phyllanthus pilifer
Phyllanthus pilifer är en emblikaväxtart som beskrevs av Maurice Schmid. Phyllanthus pilifer ingår i släktet Phyllanthus och familjen emblikaväxter.
Artens utbredningsområde är Nya Kaledonien.

## Underarter
Arten delas in i följande underarter:
- P. p. grandieensis
- P. p. pilifer